# Olofsmässa

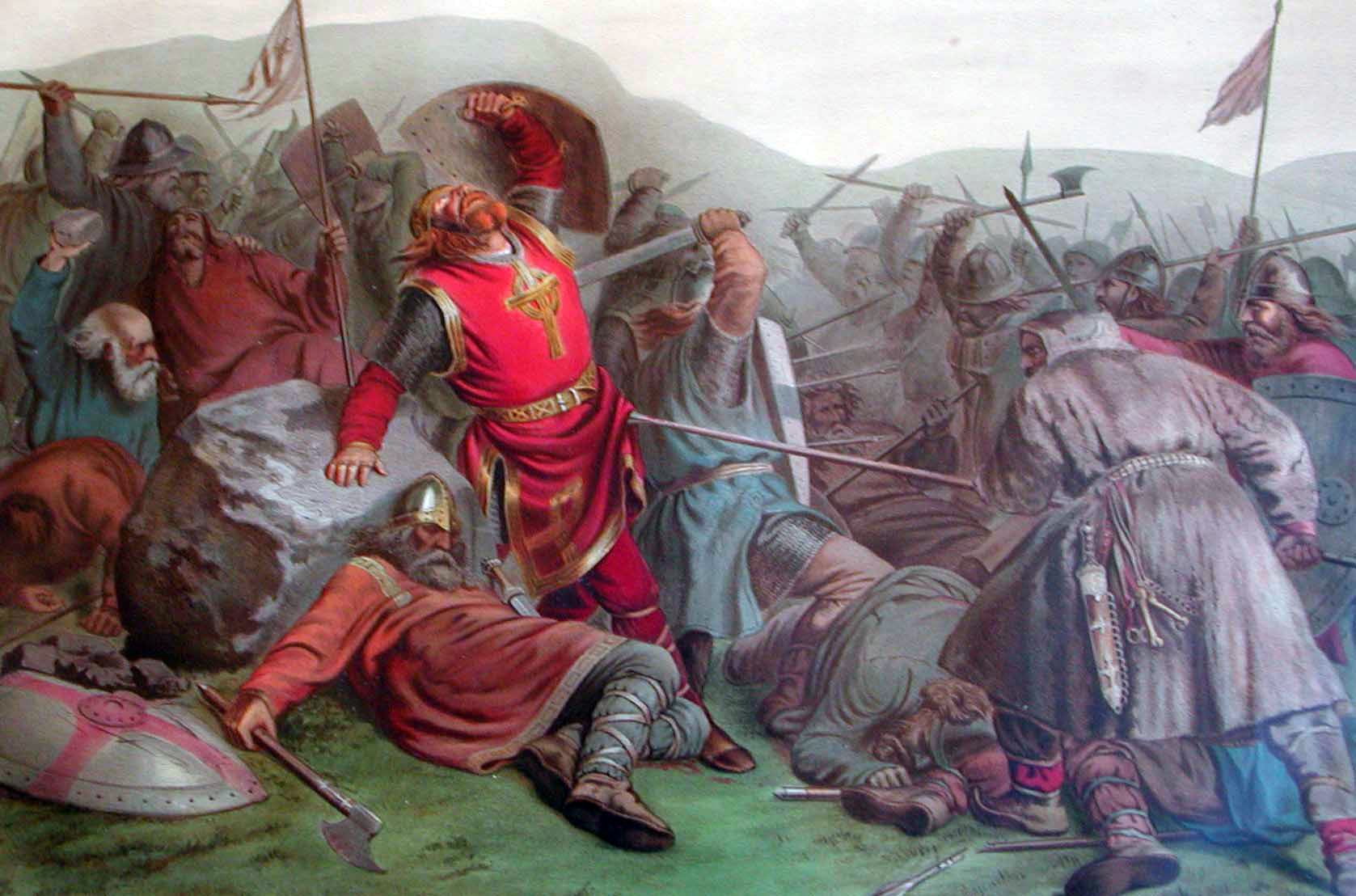
Olof den helige stupar vid slaget vid Stiklestad.

Olofsmässa, Olsmässa eller Olsmäss, i Norge kallat Olsok, var ursprungligen en katolsk högtid, som firades den 29 juli, tillägnad Olof den helige (Olav II Haraldsson) av Norge, som stupade i slaget vid Stiklestad denna dag omkring år 1030. I Sverige firas dagen numera enbart på ett fåtal ställen, till exempel i Härjedalen, men i Norge är Olsok en nationell flaggdag till åminnelse av Olav den heliges dödsdag, Norges skyddshelgon. På Färöarna har firandet av Ólavsøka kommit att betraktas som Färöarnas nationaldag och börjar redan dagen innan.
Olofsmässan var en av sommarens viktigaste märkesdagar och stora festdagar då den utgjorde skarven mellan två odlingsår och den nya skörden skulle vara tillgänglig. Det sades att om höstsådden hade gått i ax vid Eriksmässan (18 maj) skulle man kunna ha mjöl för bakning vid Olofsmässan därav talesättet "Om Erik ger ax, ger Olof kaka", som används än i dag. "Olsmässekrok" var ett uttryck för att det vid denna tid var tomt i alla förråd och när slagorna började dunka vid olsmäss sade man att "hungerklockorna klämtade", det vill säga man var tvungen att börja tröska för att få bröd. Ju längre man kunde vänta med tröskningen, desto rikare ansågs man vara. I och med införandet år 1753 av den nuvarande gregorianska kalendern kom dagen att infalla 11 dagar tidigare och det blev ovanligt att den nya skörden var färdig till dess.
Enligt Bondepraktikan "kastade Olof den första kallstenen i sjön", och sjöarnas temperatur började sjunka.